# Tony Allen (labdarúgó)
Tony Allen (Stoke-on-Trent, 1939. november 27. – Stoke-on-Trent, 2022. december 2.) válogatott angol labdarúgó, hátvéd.

## Pályafutása

### Klubcsapatban
1957 és 1970 között a Stoke City, 1970–71-ben a Bury labdarúgója volt. 1971 és 1973 között a dél-afrikai Hellenic csapatában szerepelt. 1973-ban hazatért és a Stafford Rangers játékosa lett, majd 1973 és 1975 között a Nantwich Town játékosa volt.
Tagja volt a Stoke City bajnokcsapatának az 1962–63-as idényben a másodosztályban.

### A válogatottban
1959-ben három alkalommal szerepelt az angol labdarúgó-válogatottban még 20 éves kora előtt.

## Sikerei, díjai
Stoke City
- Angol bajnokság – másodosztály (Second Division)
  - bajnok: 1962–63
- Angol ligakupa
  - 2.: 1963–64

## Statisztika

### Mérkőzései az angol válogatottban
| Anglia | Anglia             | Anglia                  | Anglia | Anglia   | Anglia         | Anglia             | Anglia | Anglia  |
| #      | Dátum              | Helyszín                | Hazai  | Eredmény | Vendég         | Kiírás             | Gólok  | Esemény |
| ------ | ------------------ | ----------------------- | ------ | -------- | -------------- | ------------------ | ------ | ------- |
| 1.     | 1959. október 17.  | Cardiff, Ninian Park    | Wales  | 1 – 1    | Anglia         | brit házibajnokság | -      |         |
| 2.     | 1959. október 28.  | London, Wembley Stadion | Anglia | 2 – 3    | Svédország     | barátságos         | -      |         |
| 3.     | 1959. november 18. | London, Wembley Stadion | Anglia | 2 – 1    | Észak-Írország | brit házibajnokság | -      |         |
|        | Összesen           |                         |        | 3        | mérkőzés       |                    | 0      | gól     |